# Дубайский марафон
Дубайский марафон (официальное название Standard Chartered Dubai Marathon) — ежегодный марафон, который проводится в январе, начиная с 2000 года, в Дубае, ОАЭ. С 2012 года имеет золотой лейбл по классификации IAAF. Марафон находится под личным патронажем наследного принца Дубая Хамдана бин Мохаммеда Аль-Мактума.

## Победители
| № по счёту | Дата       | Победитель у мужчин         | Время (ч:м:с) | Победитель у женщин      | Время (ч:м:с) |
| ---------- | ---------- | --------------------------- | ------------- | ------------------------ | ------------- |
| 1-й        | 14.01.2000 | Уилсон Кибет (KEN)          | 2:12:21       | Рамиля Бурангулова (RUS) | 2:40:22       |
| 2-й        | 12.01.2001 | Уилсон Кибет (KEN)          | 2:13:36       | Рамиля Бурангулова (RUS) | 2:37:07       |
| 3-й        | 11.01.2002 | Уилсон Кибет (KEN)          | 2:13:04       | Альбина Иванова (RUS)    | 2:33:31       |
| 4-й        | 10.01.2003 | Джозеф Кахугу (KEN)         | 2:09:33       | Ирина Пермитина (RUS)    | 2:36:26       |
| 5-й        | 9.01.2004  | Гашау Асфау (ETH)           | 2:12:49       | Лейла Аман (ETH)         | 2:42:36       |
| 6-й        | 7.01.2005  | Деджене Гута (ETH)          | 2:10:49       | Дирибе Хунде (ETH)       | 2:39:08       |
| 7-й        | 17.02.2006 | Джозеф Нгени (KEN)          | 2:13:02       | Делила Асиаго (KEN)      | 2:43:09       |
| 8-й        | 12.01.2007 | Уильям Ротич (KEN)          | 2:09:53       | Аскале Тафа (ETH)        | 2:27:19       |
| 9-й        | 18.01.2008 | Хайле Гебреселассие (ETH)   | 2:04:53       | Берхане Адере (ETH)      | 2:22:42       |
| 10-й       | 16.01.2009 | Хайле Гебреселассие (ETH)   | 2:05:29       | Безунеш Бекеле (ETH)     | 2:24:02       |
| 11-й       | 22.01.2010 | Хайле Гебреселассие (ETH)   | 2:06:09       | Мамиту Даска (ETH)       | 2:24:18       |
| 12-й       | 20.01.2011 | Дэвид Бармасаи (KEN)        | 2:07:18       | Аселефеш Мергиа (ETH)    | 2:22:45       |
| 13-й       | 27.01.2012 | Айеле Абшеро (ETH)          | 2:04:23       | Аселефеш Мергиа (ETH)    | 2:19:31       |
| 14-й       | 25.01.2013 | Лелиса Десиса (ETH)         | 2:04:45       | Тирфи Цегайе (ETH)       | 2:23:23       |
| 15-й       | 24.01.2014 | Цегайе Меконнен Асефа (ETH) | 2:04:32       | Мула Себока (ETH)        | 2:25:01       |
| 16-й       | 23.01.2015 | Леми Берхану (ETH)          | 2:05:28       | Аселефеш Мергиа (ETH)    | 2:20:02       |
| 17-й       | 22.01.2016 | Тесфайе Абера (ETH)         | 2:04:24       | Тирфи Цегайе (ETH)       | 2:19:41       |

## Призовой фонд
Титульный спонсор — Standard Chartered Bank PLC. С 2008 года и по сей день является самым высокооплачиваемым марафоном в мире. В частности, в 2008—2012 годах общий призовой фонд составлял 1 000 000 долларов США. За победу у мужчин и женщин вручался приз 250 000 долларов США, а за установление мирового рекорда выплачивался бонус 1 000 000 долларов.
В 2013 году за победу победители у мужчин и женщин получили денежный приз в размере 200 000 долларов США. За мировой рекорд предполагался бонус $100 000.
Победители марафона 2014 года получили денежные призы в размере 200 000 долларов США. За установление мирового рекорда было назначен дополнительный бонус в 100 000 долларов, но рекорд не состоялся. Общий призовой фонд марафона был равен 808 170 $.